# Receptor canabinoid

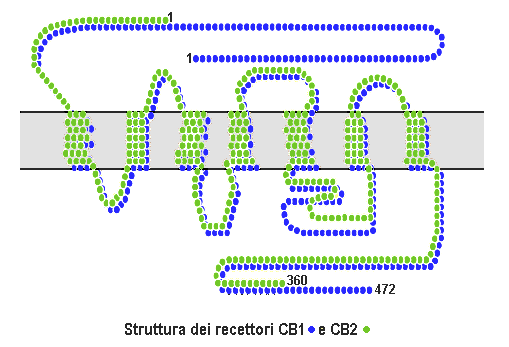
Structura CB1 si CB2.

Receptorii canabinoizi sunt o clasă de receptori membranari din superfamilia receptorilor cuplați cu proteine G (RPG).[1] [2] [3] Caracteristic RPG, receptorii canabinoizi sunt formați din șapte domenii transmembranare.[4] Receptorii canabinoizi sunt activați de trei mari grupuri de liganzi: endocanabinoizii (produși de organismul mamifer), canabinoizii din plante (cum ar fi THC, produs de planta cannabis) și canabinoizii sintetici (ex. HU-210). Toți endocanabinoizii și canabinoizii din plante sunt lipofili.
În prezent se cunosc 2 subtipuri de receptori denumiți CB1 și CB2. [5] [6] Receptorul CB1 este exprimat în principal la nivelul SNC, dar se găsește și în plămâni, ficat și rinichi. Receptorul CB2 este exprimat mai ales de sistemul imun și celulele hematopoietice. Cercetări recente sugerează existența și a altor receptori canabinoizi [7], non-CB1 și non-CB2, exprimați în celule endoteliale și în SNC. În 2007, a fost descrisă legarea mai multor canabinoizi de un RPG de la nivelul creierului.[8]
Secvențele proteice ale receptorilor CB1 și CB2 sunt cc 44% similare.[9] Atunci când luate în considerare numai regiunile transmembranare ale receptorilor, similitudinea aminoacizilor între cele două subtipuri de receptori este de aproximativ 68%.[4] Canabinoizii se leagă reversibil și stereo-selectiv de receptorii canabinoizi. Afinitatea unui canabinoid individual pentru fiecare receptor determină efectul acelui canabinoid. Canabinoizii care se leagă mai selectiv de anumiți receptori sunt mai de dorit pentru utilizarea medicală.

## CB1
Receptorii canabinoizi de tip 1 (CB1) sunt considerați a fi cei mai larg răspândiți RCPG din creier. Acest lucru se datorează supresiei endocanabinoid-mediate a inhibiției indusă de depolarizare, o formă foarte frecventă de plasticitate pe termen scurt în care depolarizarea unui singur neuron induce o reducere a neurotransmisiei GABA-mediate. Endocanabinoizii eliberați de neuronul depolarizat se leagă la receptorii CB1 ai neuronului presinaptic și determină o reducere a eliberării GABA.
Sunt localizați și în alte regiuni ale corpului. De exemplu, în ficat, se știe că activarea receptorilor CB1 crește lipogeneza de novo.[10] Activarea receptorilor CB1 presinaptici este de asemenea cunoscută a inhiba inervație simpatică a vaselor de sânge și contribuie la supresia răspunsului vasopresor neurogen în șoc septic.[11]
Un studiu realizat pe șoareci CB1 knock-out a arătat o creștere a ratei mortalității. Adițional, au prezentat suprimarea activității locomotorii precum și hipoalgezie. Șoarecii CB1 knock-out au răspuns la Delta9-tetrahidrocanabinol THC. Acest lucru demonstrează că receptorii CB2 sau alți receptori canabinoizi necunoscuți au semnificație farmacologică.[12]

## CB2
Receptorii CB2 sunt exprimați în principal la nivelul limfocitelor T, macrofagelor și limfocitelor B, și în celulele hematopoietice. Au de asemenea o funcție în keratinocite și se găsesc și în embrionii pre-implantați de șoarece. Sunt exprimați și în terminațiile nervilor periferici. Cercetări recente sugerează că acești receptori joacă un rol în nocicepție. În creier sunt exprimați în principal de către celule microgliale, rolul lor fiind neclar.

## Alți receptori canabinoizi
Existența altor receptori canabinoizi a fost mult timp suspectată datorită acțiunilor unor compuși cum ar fi canabidiolul anormal care produce efecte canabinoid-like asupra tensiunii arteriale și inflamației, si totuși nu activează CB1 sau CB2. [13] [14] [15] Cercetările recente sprijină ipoteza care susține că receptorul N-arahidonoil glicina (NAGly) GPR18 este identitatea moleculară a receptorului canabidiolului anormal, și în plus indică că NAGly, metabolitul lipidic endogen al AEA, inițiază migrarea microglială în SNC prin activarea GPR18. [16] Alte studii de biologie moleculară au sugerat că receptorul orfan GPR55 ar trebui să fie caracterizat drept un receptor canabinoid, pe baza omologiei secvențelor la locul de legare. Studiile ulterioare au arătat că GPR55 răspunde într-adevăr la liganzi canabinoizi. [8] [17] Acest profil drept receptor distinct non-CB1/CB2 care răspunde la o varietate de liganzi canabinoizi atât endogeni cât și exogeni, a dus unele grupuri la a sugera clasificarea GPR55 ca receptor CB3, și este posibil ca această re-clasificare să vină în viitor. [18] Totuși, aceasta este complicată de faptul că un alt posibil receptor canabinoid a fost descoperit în hipocampus, deși gena sa nu a fost încă clonată, [19 ] sugerând faptul că ar putea exista cel puțin încă doi receptori canabinoizi așteptând să fie descoperiți, în plus față de cei doi care sunt deja cunoscuți. GPR119 a fost sugerat ca un posibil al cincilea receptor canabinoid. [20]

## Semnalizarea
Receptorii canabinoizi sunt activați de canabinoizi, generați în mod natural în interiorul corpului (endocanabinoizi) sau introduși în organism drept canabis sau legați de un compus sintetic.
După angajarea receptorului sunt activate mai multe căi intracelulare de transducție a semnalului. Inițial s-a crezut că principalul efect al acestor receptori este inhibiția guanilat ciclazei (și astfel a producției de mesager secundar cAMP), și influențarea pozitivă a canalelor de potasiu pentru rectificare interioră (= Kir sau IRK) [21]. Între timp s-a conturat o imagine mult mai complexă în diverse tipuri celulare, implicând alte canale ionice de potasiu, canale de calciu, protein kinaza A și C, Raf-1, ERK, JNK, P38, c-fos, c-jun și multe altele. [21]
Cu toate acestea, nu a fost raportată separarea între efectele terapeutice psihotrope nedorite și cele clinic de dorit cu agoniști ai receptorilor canabinoizi. THC, precum și cele două componente majore endogene identificate până în prezent care se leagă de receptorii canabinoizi - anandamida și 2-arahidonilglicerol (2-AG) - produc cele mai multe dintre efectele lor prin legarea de ambii receptori canabinoizi CB1 și CB2. În timp ce efectele mediate de CB1, mai ales în SNC, au fost complet investigate, cele mediate de CB2 nu sunt la fel de bine definite.

## Activitate gastro-intestinală
Inhibarea activității gastro-intestinale a fost observată după administrarea de Δ9-THC sau de anandamidă. Acest efect a fost considerat a fi CB1-mediat deoarece antagonistul specific al CB1, SR 141716A (rimonabant), blochează efectul. Cu toate acestea, un alt raport sugerează că inhibarea motilității intestinale poate avea și o componentă CB2-mediată. [22]

## Activitate cardiovasculară
Canabinoizii sunt bine cunoscuți pentru activitatea lor cardiovasculară. Activarea receptorilor CB1 periferici contribuie la hipotensiunea arterială hemoragică și indusă de endotoxine. Anandamida și 2-AG, produse de macrofage și respectiv trombocite, ar putea media acest efect.
Apariția hipotensii arteriale la șobolani hemoragizați a fost prevenită de către antagonistul CB1 SR 141716A. Recent, același grup a constatat că vasodilatația mezenterică indusă de anandamida indusă este mediată de un „receptor anandamidic” SR 141716A-sensibil situat endotelial, distinct de receptorii canabinoizi CB1, și că activarea acestui receptor de către un endocanabinoid, posibil anandamidă, contribuie la vasodilatația mezenterică endotoxin-indusă în vivo. Canabinoidul sintetic foarte potent HU-210, precum și 2-AG, nu au avut activitate mezenterică vasodilatatoare. Mai mult, s-a demonstrat că vasodilatația mezenterică de către anandamidă are aparent 2 componente, una mediată de un receptor SR 141716-sensibil non-CB1 (localizat în endoteliu), cealaltă printr-o acțiune directă SR 141716A-rezistentă asupra musculaturii netede vasculare.
Producția de 2-AG este îmbunătățită în aorta normală de șobolan, dar nu și în cea cu endoteliul denudat la stimularea cu Carbacol, un agonist al receptorilor colinergici. 2-AG reduce puternic tensiunea arterială la șobolani și poate reprezenta un factor hipotensiv derivat din endoteliu.

## Durerea
Anandamida atenuează faza precoce sau faza tardivă a comportamentului durerii produse prin lezare chimică de către formalină. Acest efect este produs de interacțiunea cu receptori CB1 (sau CB1-like), situați pe capetele periferice ale neuronilor senzoriali implicați în transmiterea durerii. Palmitiletanolamida, care precum anandamida este prezentă în piele,  exprimă de asemenea activitate antinociceptivă periferică în faza tardivă a comportamentului durerii. Și totuși palmitiletanolamida nu se leagă de CB1 sau CB2. Activitatea sa analgezică este blocată de antagonistul CB2-specific SR 144528, dar nu și de către antagonistul CB1-specific SR 141716A (rimonabant). Ca urmare a fost postulat un receptor CB2-like.
În experimente pe șoareci, o substanță chimică denumită JZL184 împiedică o enzimă naturală MAGL de la a degrada un endocanabinoid ameliorator al durerii, 2-arahidonoilglicerol (AG). Drept consecință, crește concentrația de AG la nivelul creierului care va induce analgezia. [23] [24]

## Os
Sistemul endocanabinoid prin semnalizare CB2 joacă un rol cheie în menținerea masei osoase. CB2 este exprimat în osteoblaste, osteocite și osteoclaste. Agoniștii CB2 cresc numărul și activitatea osteoblaștilor endocortical, limitând în același timp osteoclastogeneza trabeculară. Un alt efect important este că agoniștii CB2 atenuează pierderea de masă osoasă indusă de ovariectomie crescând între timp grosimea corticală. Aceste descoperiri sugerează CB2 drept potențiala țintă moleculară pentru diagnosticul și tratamentul osteoporozei. [25]

## Tratamente canabinoide
Preparatele de Cannabis sativa au fost cunoscute de milenii ca agenți terapeutici împotriva diferitelor boli. [26] Constituentul activ nativ, Δ9-tetrahidrocanabinolul (Δ9-THC), s-a dovedit a fi principalul mediator al efectelor cannabisului. [27] Δ9-THC sintetic este actual prescris sub numele generic de Dronabinol, pentru tratamentul vomei și pentru creșterea apetitului, în special la pacienții cu SIDA.
A fost dovedit că un număr de canabinoizi sintetici se leagă de receptorul CB2 cu o afinitate mai mare față de receptorul CB1. [28] Majoritatea acestor compuși prezintă numai o selectivitate modestă. Unul dintre compușii descriși, un canabinoid clasic tip THC, L-759,656, în care gruparea fenolică este blocată ca un metil-eter, are un raport de legare CB1/CB2 > 1000. [29] Farmacologia acestor compuși urmează a fi descrisă.
Anumite tumori, mai ales glioamele, exprimă receptori CB2. Guzman și co. au arătat că Δ9-tetrahidrocanabinol și WIN-55,212-2, doi agoniști canabinoizi neselectivi, induc regresia sau eradicarea de tumori cerebrale maligne la șobolani și șoareci. [30] Agoniștii CB2-selectivi sunt eficienți în tratamentul durerii, diferite boli inflamatorii în diferite modele animale, [25] [31] osteoporoză [25] și ateroscleroză. [32] Antagoniștii CB1 selectivi sunt utilizați pentru scăderea în greutate și renunțarea la fumat (a se vedea Rimonabantul). Activarea CB1 asigură neuroprotecție după leziuni cerebrale. [33]
Mai mult, un număr de studii au concluzionat că anumiți canabinoizi ar putea avea capacitatea de a preveni boala Alzheimer. [34] [35]